# Castelnovo ne’ Monti
Castelnovo ne’ Monti (emilián nyelven Castelnōv di Mûnt) település Olaszországban, Emilia-Romagna régióban, Reggio Emilia megyében. Lakosainak száma 10 294 fő (2023. január 1.). Castelnovo ne’ Monti Ventasso, Carpineti, Casina, Vetto, Villa Minozzo és Canossa községekkel határos.

## Népesség
A település lakossága az elmúlt években az alábbi módon változott:
| Lakosok száma | 10 451 | 10 473 | 10 294 |
|               | 2017   | 2018   | 2023   |

## Testvérvárosok
- Fivizzano, Olaszország
- Illingen, Németország
- Voreppe, Franciaország